# Кунце, Фабиан
Фабиан Кунце (нем. Fabian Kunze; род. 14 июня 1998, Билефельд, Северный Рейн-Вестфалия) — немецкий футболист, полузащитник «Кайзерслаутерн». Брат-близнец полузащитника Лукаса Кунце.

## Клубная карьера
Кунце — воспитанник клубов «Тисен», «Шальке 04» и Рёдингхаузен. 31 октября 2015 года в матче против «Кёльн II» Фабиан дебютировал в составе последних. 1 мая 2018 года в поединке против «Эрндтебрюкк» он дебютировал в Региональной лиге «Запад».
Летом 2019 года стал игроком «Арминии Билефельд», подписав трёхлетний контракт. 3 ноября в матче против «Хольштайна» Кунце дебютировал в составе нового клуба. По итогам дебютного сезона, билефельдский клуб вышел в Бундеслигу. 19 сентября в матче против франкфуртского «Айнтрахта» Фабиан дебютировал в немецкой Бундеслиге.
В 2022 году перешёл в «Ганновер 96». 15 июля в поединке против «Кайзерслаутерна» Кунце он провёл первый матч за новый клуб. 5 ноября 2023 года в поединке матче против «Айнтрахт Брауншвейг» Кунце забил первый гол за «Ганновер 96».